# Amyttacta
Amyttacta is een geslacht van rechtvleugeligen uit de familie sabelsprinkhanen (Tettigoniidae). De wetenschappelijke naam van dit geslacht is voor het eerst geldig gepubliceerd in 1965 door Max Beier.

## Soorten
Het geslacht Amyttacta omvat de volgende soorten:
- Amyttacta angolensis Beier, 1965
- Amyttacta farrelli Naskrecki, Bazelet & Spearman, 2008
- Amyttacta marakelensis Naskrecki, Bazelet & Spearman, 2008
- Amyttacta rhodesica Beier, 1965